# Academia Militar das Agulhas Negras
A Academia Militar das Agulhas Negras (AMAN) é uma escola de ensino superior do Exército Brasileiro, situada na cidade fluminense de Resende. É a única escola formadora de Oficiais de carreira das Armas de Infantaria, Cavalaria, Artilharia, Engenharia e Comunicações, do Quadro de Material Bélico e do Serviço de Intendência do Exército.
Para ingressar na Academia, é necessário prestar um concurso público, que ocorre anualmente para a Escola Preparatória de Cadetes do Exército (EsPCEx), situada na cidade paulista de Campinas. Nessa escola, ao ingressar sob o título de Aluno, os jovens militares entre os 17 e os 22 anos realizam um curso de um ano, após o qual ingressam na AMAN sem necessidade de prestar novo concurso público.

## História

### Antecedentes

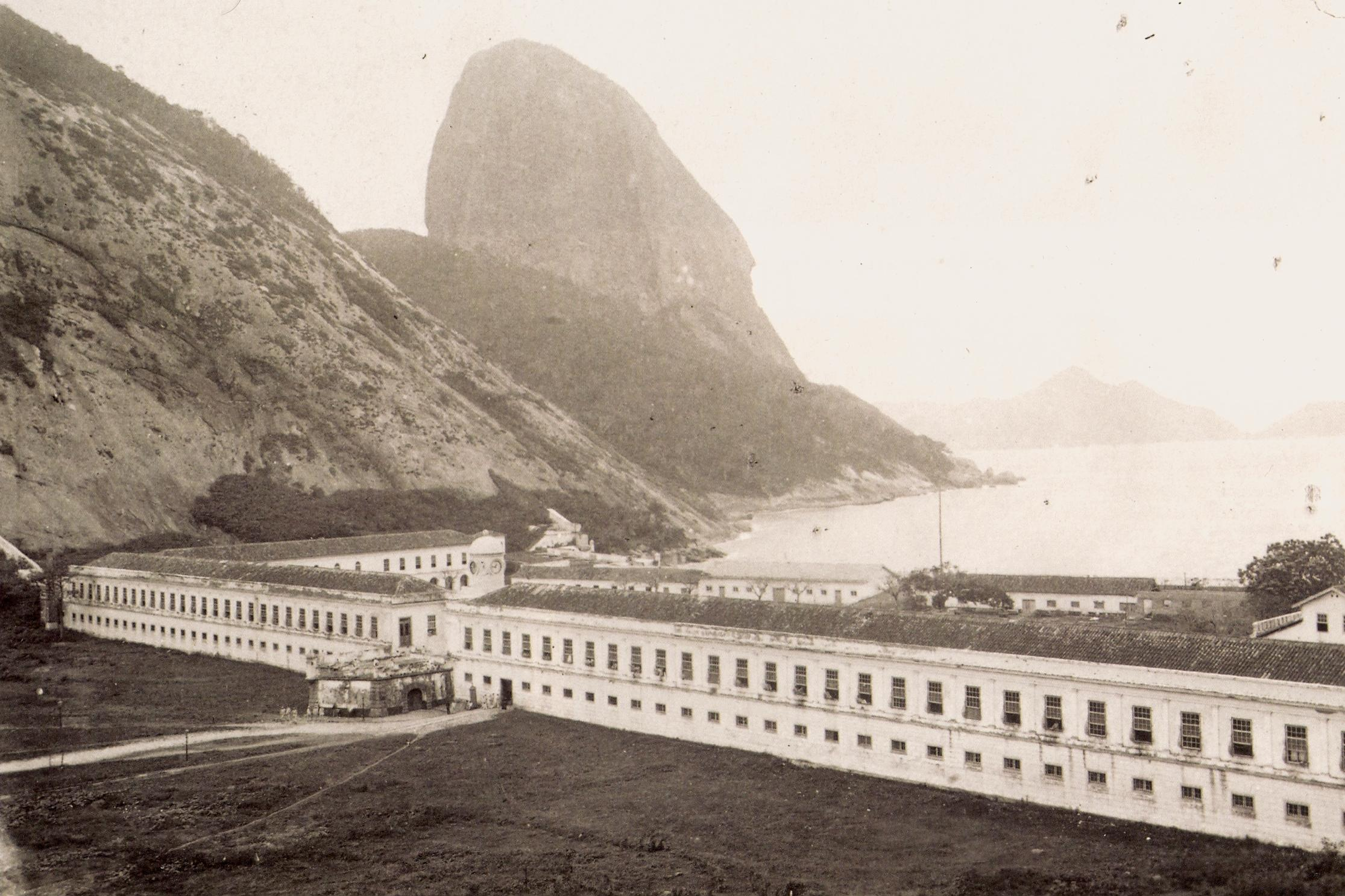
Escola Militar da Praia Vermelha (fotografia de Eduardo Bezerra, 1888)

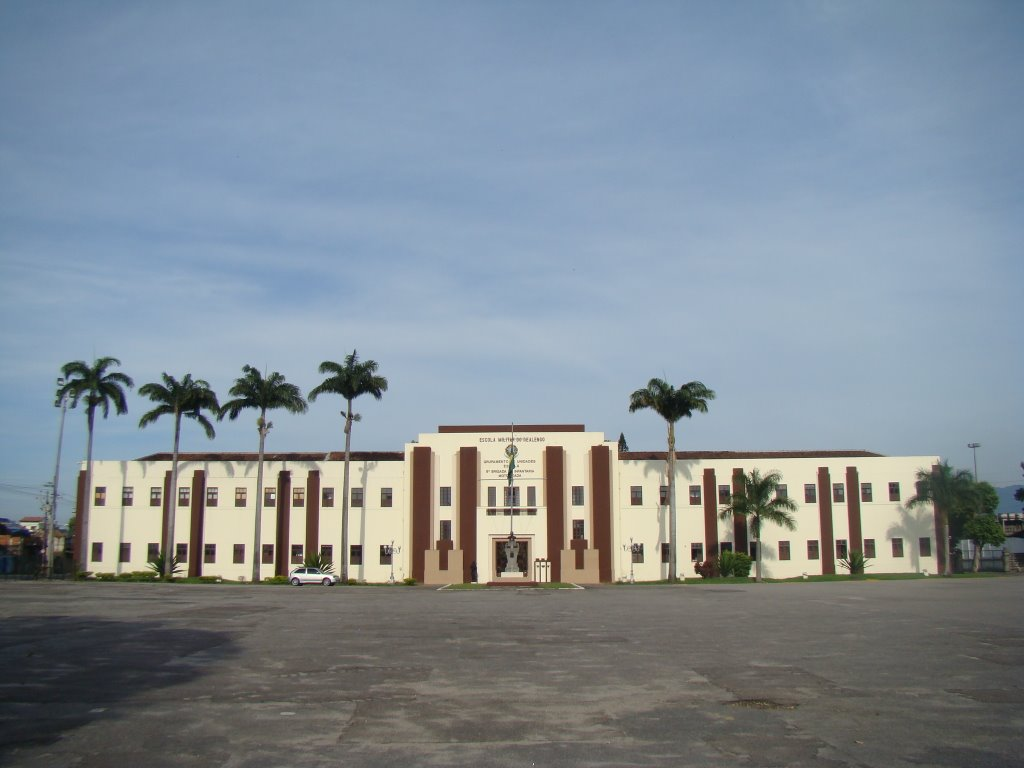
Quartel da Escola Militar do Realengo, onde a Academia funcionou de 1913 a 1944.

No fim do século XVIII, mais precisamente em 1790, a rainha D. Maria I de Portugal instituiu em Lisboa a Real Academia de Artilharia, Fortificação e Desenho e 2 anos mais tarde autorizou a implantação na cidade brasileira do Rio de Janeiro, então a capital do Estado do Brasil, de uma instituição nos mesmos moldes: a Real Academia de Artilharia, Fortificação e Desenho.

### Transferência para Resende
Diante da necessidade de aperfeiçoar a formação de oficiais para um exército que crescia e se operacionalizava, foi criada em Resende, em janeiro de 1944, a Escola Militar de Resende. Na época, houve também a intenção de afastar a juventude militar da efervescência política da capital do país, que ainda era o Rio de Janeiro. Seu idealizador foi o marechal José Pessoa Cavalcanti de Albuquerque. Em 1951, a instituição passou definitivamente a denominar-se Academia Militar das Agulhas Negras.

### Ex-Cadetes que se destacaram
Desde que a AMAN chegou a Resende, formou diversos militares importantes como:
- O 38º Presidente da República: Jair Bolsonaro, turma de 1977;[7]
- O 25º Vice-Presidente da República: Hamilton Mourão, turma de 1975;
- O 64º Governador do Estado de São Paulo: Tarcísio Gomes de Freitas, turma de 1996;[8]
- os Ministros da Defesa: Joaquim Silva e Luna, turma de 1972; Fernando Azevedo e Silva, turma de 1976; Walter Braga Netto, turma de 1978 e Paulo Sérgio Nogueira de Oliveira, turma de 1980;
- os Ministros e Comandantes do Exército: Carlos Tinoco Ribeiro Gomes, turma de 1948; Zenildo Gonzaga Zoroastro de Lucena, turma de 1950; Gleuber Vieira, turma de 1954; Francisco Roberto de Albuquerque, turma de 1958; Enzo Martins Peri, turma de 1962; Eduardo Dias da Costa Villas Bôas, turma de 1973; Edson Leal Pujol, turma de 1977; Paulo Sérgio Nogueira de Oliveira, turma de 1980; Marco Antônio Freire Gomes, turma de 1980; Júlio Cesar de Arruda, turma de 1981 e Tomás Miguel Miné Ribeiro Paiva, turma de 1981;
- os Ministros do Gabinete de Segurança Institucional da Presidência da República: Rubens Bayma Denys, turma de 1949; Jorge Armando Felix, turma de 1959; Alberto Mendes Cardoso, turma de 1962; José Elito Carvalho Siqueira, turma de 1969; Augusto Heleno Ribeiro Pereira, turma de 1969; Sérgio Westphalen Etchegoyen, turma de 1974 e Marcos Antonio Amaro dos Santos, turma de 1980;
- os presidentes do Superior Tribunal Militar: Antonio Joaquim Soares Moreira, turma de 1948, e Raymundo Nonato de Cerqueira Filho, turma de 1967.